# Sankt Quirin (Püchersreuth)
Sankt Quirin ist ein Ortsteil von Püchersreuth im Landkreis Neustadt an der Waldnaab des bayerischen Regierungsbezirks Oberpfalz.
Sankt Quirin besteht im Wesentlichen aus der Wallfahrtskirche St. Quirin und einigen Nebengebäuden, die seit Ende des 19. Jahrhunderts von einigen wenigen Personen bewohnt sind.

## Geographische Lage
Sankt Quirin liegt 2 km nordwestlich von Püchersreuth auf dem Gipfel einer 492 m hohen Erhebung.

## Geschichte
St. Quirin wurde auf einem Vorgängerbau, einer Schlosskapelle gebaut.
Die Wallfahrtskirche St. Quirin wurde 1631 zunächst als Kapelle auf Betreiben des Jesuitenpaters Kling im Rahmen der Gegenreformation errichtet.
1639 war der Baumeister Johann Kirchberger an diesem Bau beteiligt.
Um 1680 baute Fürst Ferdinand von Lobkowitz die Kapelle in eine Kirche um.
St. Quirin gehörte zur lobkowitzischen Herrschaft Störnstein-Neustadt.
Zu dieser Herrschaft gehörten die Ortschaften Haidmühle, Sauernlohe, Neustadt an der Waldnaab, Störnstein, Wiedenhof, Aich, Roschau, Görnitz, Harlesberg, Altenstadt an der Waldnaab, Mühlberg, Denkenreuth, Ernsthof, Lanz, Oberndorf, Rastenhof, Wöllershof, Botzersreuth, Kronmühle, St. Quirin.
Außerdem gehörte das Gebiet von Waldthurn mit 28 Dörfern und Einöden zu dieser Herrschaft.
1641 wurde Störnstein-Neustadt unter Wenzel Eusebius von Lobkowicz zur gefürsteten Grafschaft erhoben.
1807 verkaufte Fürst Franz Josef von Lobkowitz Herzog zu Raudnitz die gefürsteten Grafschaft Störnstein-Neustadt an die Krone Bayern.
1929 wurde St. Quirin in die neu errichtete Pfarrei Neustadt an der Waldnaab eingepfarrt.
Die Wallfahrt nach St. Quirin wurde 1933 von den Nationalsozialisten verboten.

## Einwohnerentwicklung in Sankt Quirin ab 1871
| Jahr | Einwohner | Gebäude |
| ---- | --------- | ------- |
| 1871 | 4         | 5       |
| 1885 | 5         | 1       |
| 1900 | 6         | 1       |
| 1913 | 4         | 1       |
| 1925 | 5         | 1       |

| Jahr | Einwohner | Gebäude |
| ---- | --------- | ------- |
| 1950 | 8         | 1       |
| 1961 | 5         | 1       |
| 1970 | 5         | k. A.   |
| 1987 | 4         | 1       |
| 2011 | 5         | k. A.   |